# Schönrain (Mengkofen)
Schönrain ist eine Ortslage in der Ortschaft Hofdorf, einem Ortsteil der Gemeinde Mengkofen im bayrischen Landkreis Dingolfing-Landau.

## Geographie
Schönrain liegt links (nördlich) der Aiterach, auf pleistozänem Lößlehm. Im Norden wird es durch das Schönrainer Holz begrenzt, im Süden liegt es am Pfarrdorf Hofdorf an.

## Geschichte
Nahe Schönrain befinden sich vorgeschichtliche Siedlungsspuren.
Im Wesentlichen handelt es sich aber um spätmittelalterliche bis frühneuzeitliche Rodungserschließungen.

## Verwaltung
Schönrain ist einer der 110 Gemeindeteile Mengkofens. In kirchlicher Hinsicht gehört es zur römisch-katholischen Pfarrei Hofdorf.

## Denkmalschutz
Es gibt zwei denkmalgeschützte Gebäude, jeweils in Schönrain 4 und 5. Dabei handelt es sich einmal um ein Bauernhaus aus dem 17. Jhdt. und um eines vom Ende des 18. Jhdts.